# Ulf Karlsson (polis)

För andra personer med samma namn, se Ulf Karlsson.  
Ulf Hilding Karlsson, född 26 september 1931 i Danderyds församling i Stockholms län, död 8 februari 2017, var en svensk ämbetsman inom polisväsendet och biträdande rikspolischef.

## Biografi
Karlsson föddes i Danderyd som son till inspektör Bror Karlsson och Sonja, född Svensson. Karlsson genomgick reservofficersutbildning 1950–1952, tog juristexamen i Stockholm 1958, gjorde tingstjänstgöring 1958–1961 och gick polischefsutbildning 1964. År 1974 utbildades han vid Försvarshögskolan, blev polisintendent i Linköping 1966, biträdande länspolismästare i Stockholm 1969, länspolismästare i Falun 1973 och länspolismästare i Stockholm 1977. Karlsson blev 1984 avdelningschef på Rikspolisstyrelsen och slutligen biträdande rikspolischef 1988. Åren 1987–1988 var Ulf Karlsson spaningsledare i Palmeutredningen och efterträdde därmed Hans Holmér i den befattningen.
Ulf Karlsson gifte sig 1958 med Birgitta Nordgren (1933–2011). Makarna är begravda på Norra begravningsplatsen utanför Stockholm.